# Guillermo de Tancarville
Guillermo de Tancarville (Guillaume, c. 1065-1129), fue un noble caballero anglonormando, chambelán (hereditario) del Ducado de Normandía. Era hijo de Raoul de la Ville Tancrède (Raoul fitz Gerald le Chamberlain, c. 1008-1080) que fue tutor-chambelán de Guillermo el Conquistador, y de Avicia (Stigand) de Tancarville. Fue el primero de su estirpe en usar el nombre de Tancarville (sus antepasados se identificaban como de la Ville Tancrède). Parece seguro que Guillermo fue chambelán del duque Roberto Curthose y su hermano Enrique Beauclerc, tras su victoria en la batalla de Tinchebray (1106). Fue consejero cercano del rey Enrique I y Justiciar de Inglaterra. Orderico Vital lo menciona como un barón permanentemente leal al rey, estuvo a su lado en el asedio del castillo de Eu en 1089. Participó en la batalla de Bremule (1119) junto al rey de Inglaterra contra el rey Luis VI de Francia durante un encuentro casual en Vexin. Según Enrique de Huntingdon, fue Guillermo quien comandó la fuerza rebelde que capturó a Waleran de Beaumont, conde de Meulan en la batalla de Bourgthéroulde en 1124. Sin embargo, Orderic Vitalis no lo mencionó en su relato del suceso. Guillermo fundó la Abadía de San Jorge de Boscherville (c. 1112/1113), que sustituyó al colegio fundado por su padre. Gracias a su patrocinio, atrajo numerosas donaciones, incluyendo la del rey Enrique I, quien le cedió el puerto de Bénouville. La abadía se convirtió en el lugar de sepultura de la familia.

## Herencia
Se casó con Maud [Matilde] de Arques (c. 1075-1105), heredera de Guillermo de Talou, hijo de Ricardo II de Normandía. Fruto de esa relación, nacieron varios hijos:
- Rabel [Renebaud] de Tancarville (c. 1080-1140), chambelán de Normandía;
- Roberto de Tancarville (c. 1085-?);
- Lucy de Tancarville (c. 1090-1165), esposa de Guillermo II de Vernon (c. 1095-1174), 2º barón de Shipbrook. Un hijo de Richard de Vernon.
- William de Grantham [de Tancarville], barón de Grantham (Lincolnshire). Primer referente de la familia de Graham en Inglaterra. Vasallo de David I de Escocia y señor de Abercorn y Dalkeith.[5]

### Probable descendencia
- Emma de Tancarville (c. 1080-?).